# Накасудзи (станция)

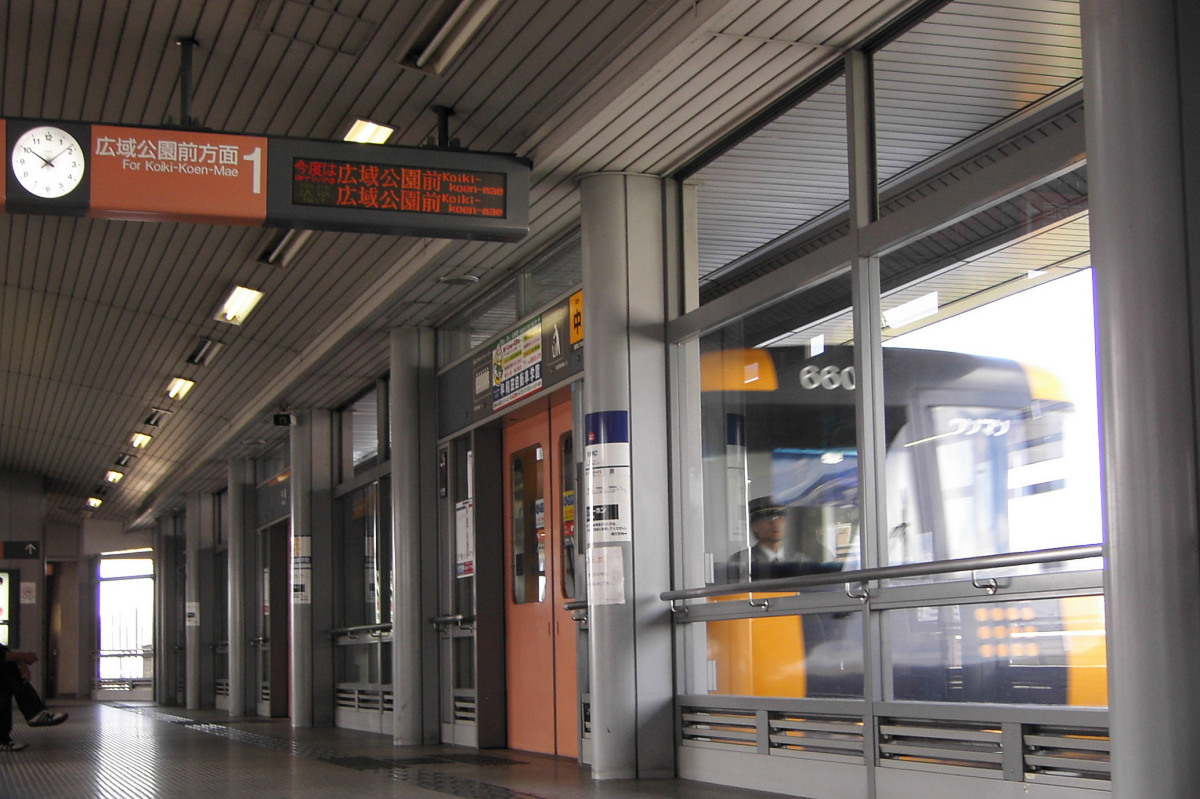
Платформенные раздвижные двери установленные на станции.

Станция Накасудзи (яп. 中筋駅 Накасудзи эки) — железнодорожная станция на линии Астрам-лайн расположенная в районе Асаминами, Хиросима. Островная, эстакадная крытая станция. Станция была открыта 20 августа 1994 года. На станции установлены платформенные раздвижные двери.

## История
Открыта 20 августа 1994 года.

## Близлежащие станции
| «        |  | Линия             |  | »       |
| -------- |  | ----------------- |  | ------- |
| Нисихара |  | Линия Астрам-лайн |  | Фуруити |

## Структура станции
Это наземная станция с островной платформой и двумя путями. На нижнем этаже установлены автоматы по продаже билетов и выходы на посадку. На этой станции можно воспользоваться шкафчиками для хранения личных вещей с монетоприёмником.